# Вишнич, Войкан
Войкан Вишнич (черног. Војкан Вишњић / Vojkan Višnjić; 8 марта 1994) — черногорский футболист, защитник. Выступал за сборную Черногории до 19 лет.

## Карьера
Войкан начал свою карьеру в футбольном клубе «Сутьеска». Первым турниром, в котором молодой футболист принял участие стала юношеская лига 2010/2011. Однако на нём футболист себя проявить не успел по причине того, что вышел на поле лишь один раз.
В следующем сезоне 2011/12 Вишнич был переведён в более старшую возрастную категорию — до 19 лет. В составе неё Войкан играл в молодёжной лиге 2011/12. В ей рамках футболист провёл за «Сутьеску U-19» 29 матчей и забил 1 гол.
Дебют Войкана в основном составе «Сутьески» состоялся 24 ноября 2011 года в гостевом матче против «Зеты». Он вышел на поле на 70-й минуте матча вместо Стефана Стефановича. Матч закончился поражением «Сутьески» 0:1.
Вишнич сыграл 1 тайм в сборной до 19 лет. Это был матч против Австрии. Его черногорцы выиграли со счётом 1:0.

## Достижения
- Чемпион Черногории (2): 2013, 2014